# Lienella tisisthenes
Lienella tisisthenes är en stekelart som först beskrevs av Morley 1926.  Lienella tisisthenes ingår i släktet Lienella och familjen brokparasitsteklar. Inga underarter finns listade i Catalogue of Life.